# Marqueur de séquence exprimée
Pour les articles homonymes, voir EST.
Un marqueur de séquence exprimée, ou expressed sequence tag (EST), est une courte portion séquencée d'un ADN complémentaire (ADNc), utilisée comme marqueur pour différencier les gènes entre eux dans une séquence ADN et identifier les gènes homologues dans d'autres espèces.
Parce qu'il est généralement assez facile de récupérer des brins d'ARNm des cellules, les biologistes récupèrent ces séquences et les convertissent en ADNc, qui est bien plus stable. Un ARNm étant forcément l'expression d'un gène du génome, cet ADNc n'est pas une copie exacte de la séquence ADN qui a généré l'ARN car, à la suite de l'épissage, l'ARN ne garde pas les régions non codantes de l'ADN (introns).
Si le génome est correctement identifié, les gènes le composant ne le sont pas encore tous. Et certains gènes identifiés ont une fonction encore inconnue. En utilisant les EST, on cherche à identifier un gène par le chemin inverse, c'est-à-dire que l'on prend la séquence d'ARN pour trouver la séquence d'ADN qui l'a créée.
Cela va permettre de localiser le gène dans le génome, tout en n'ayant aucune information sur le gène lui-même.
Pour effectuer une recherche sur la séquence d'ADN originelle, on n'utilise qu'une partie de l'information contenue dans l'ADNc, une centaine de nucléotides. Cette sous-séquence est prise en début ou en fin de séquence. Le début est relativement bien conservé d'une espèce à l'autre ; aussi, pour identifier de manière unique le gène en cause, on a tendance à utiliser la fin de la séquence comme base de recherche.